# Férrico
Férrico refere-se a materiais ou compostos contendo ferro. Em química o termo é reservado para ferro com um número de oxidação de +3, também notado como ferro (III) ou Fe3+. Por outro lado, ferroso refere-se a ferro com número de oxidação de +2, notado ferro (II) ou Fe2+. Ferro (III) é usualmente a mais estável forma de ferro ao ar, como ilustrado pela difusão de ferrugem, um material contendo ferro (III) insolúvel. Um exemplo de composto férrico é o cloreto férrico, ou cloreto de ferro (III).
O termo ferroso ou ferrosa é igualmente usado para caracterizar determinadas ligas metálicas, como o aço contendo ferro como um dos metais constituintes, em contraste, por exemplo, com ligas de alumínio ou cobre isentas (ou praticamente isentas) de ferro, que são, consequentemente, tratadas como não ferrosas.